# Jean Chapelle (éditeur)
 (janvier 2013).
Si vous disposez d'ouvrages ou d'articles de référence ou si vous connaissez des sites web de qualité traitant du thème abordé ici, merci de compléter l'article en donnant les références utiles à sa vérifiabilité et en les liant à la section « Notes et références ».
Pour les articles homonymes, voir Jean Chapelle.
Jean Chapelle fut, après la Seconde Guerre mondiale, le gérant du groupe d'édition Jean Chapelle qui fut constitué d'une grande quantité de maisons d'édition françaises, dont certaines furent spécialisées dans l'édition de bandes dessinées populaires.
Il avait à une époque André Oulié pour associé.

## Biographie
Il fut aussi à la tête de plusieurs maisons d'édition axées sur le roman et divers autres genres.
Il fut aussi l'auteur et le coauteur de plusieurs ouvrages (notamment Le Journal de Plouf, dont six disques sont sortis chez Pathé, "La Voix de son Maître", récités par Le Petit Michel).
Jean Chapelle fut pendant de nombreuses années le Président du Syndicat National des Publications Destinées à la Jeunesse.

## Maisons d'édition
Les maisons d'édition créées directement par Jean Chapelle
- Éditions du Diadème
- MCL
- OPL
- SFP Société Française de Presse
- SFPI Société Française de Presse Illustrée
- SNPI Société Nationale de Presse Illustrée

Autres maisons d'édition indépendantes mais rattachées au Groupe
- ERF
- SEG Société d'Édition Générale
- SED Société d'Édition du Diadème

Les maisons d'éditions qui fusionnèrent par la suite avec le Groupe Chapelle par le biais de la S.E.G.
- ABC
- SEPIA
- Sagédi
- Héroïca
- Éditions Illustrées et Littéraires